# Vịnh Gành Rái

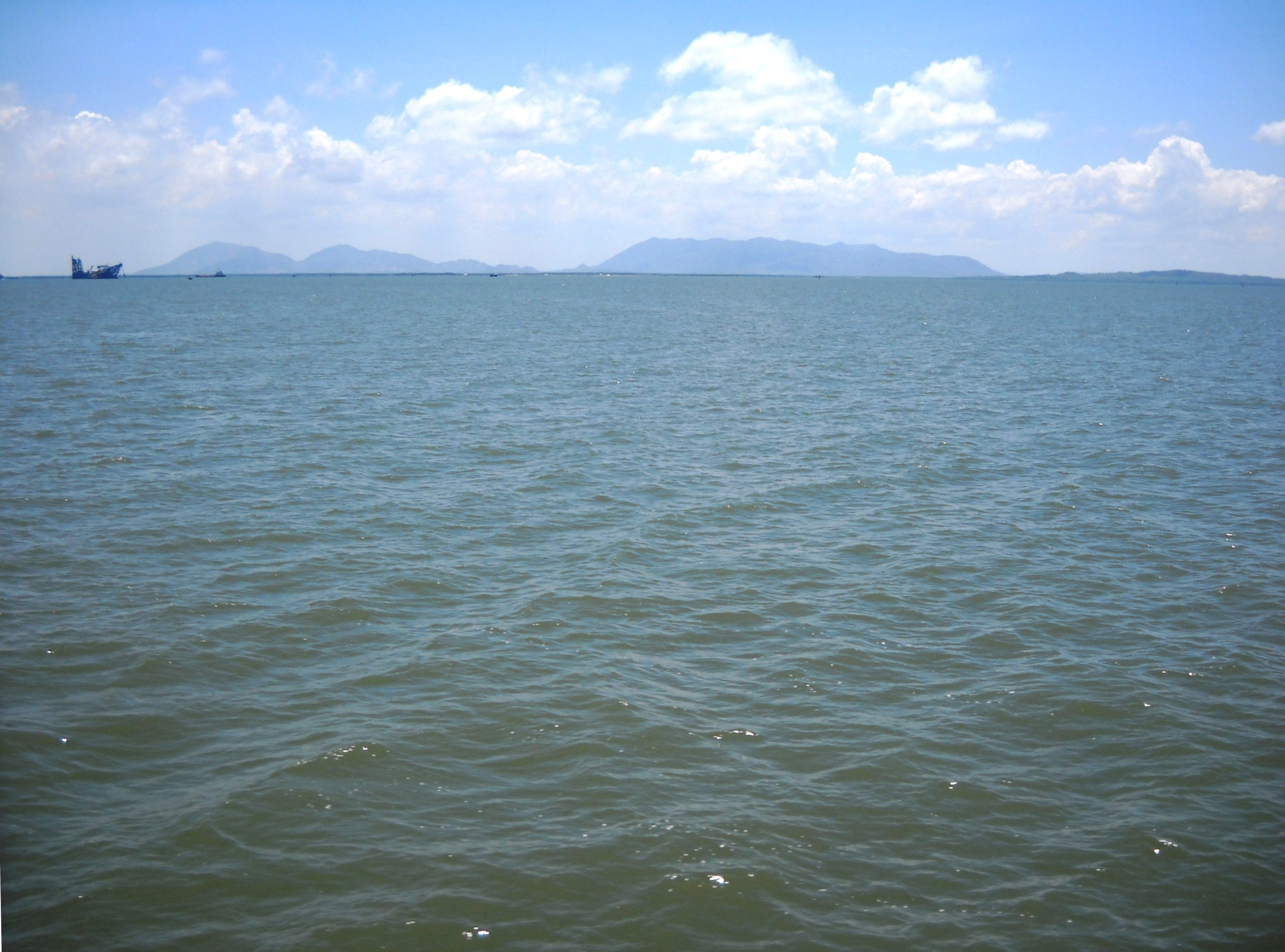
Sông Lòng Tàu khi đổ vào vịnh Gành Rái

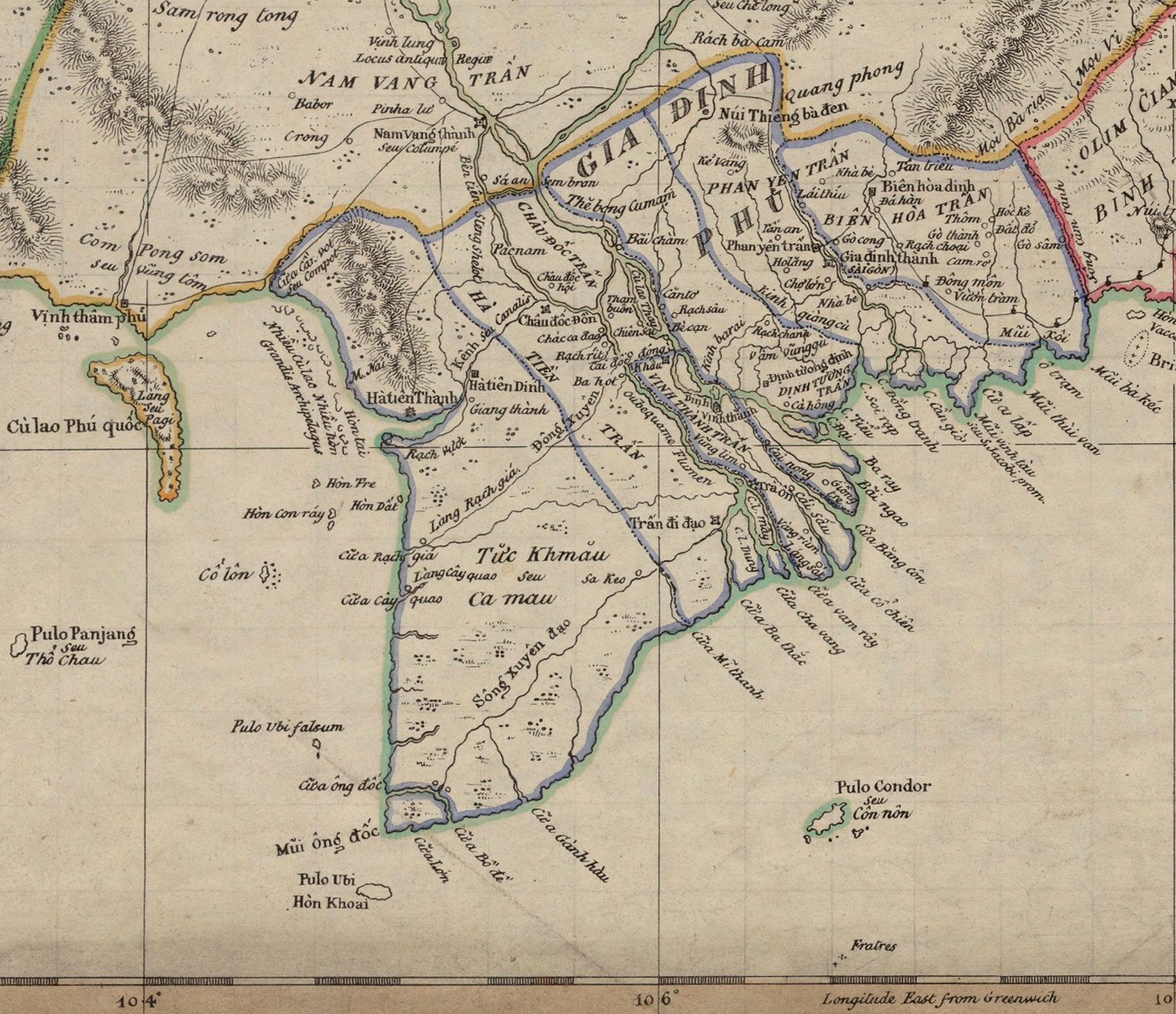
Bản đồ năm 1838, trích từ An Nam Đại Quốc Họa Đồ của Giáo sĩ Taberd vẽ rõ cửa Cần Giờ

Vịnh Gành Rái là vụng nước lợ nơi mấy con sông như sông Ngã Bảy (Lòng Tàu), sông Đồng Tranh, sông Thị Vải và sông Dinh từ phía bắc đổ vào vũng trũng; phía đông là bán đảo Vũng Tàu với mũi Nghinh Phong; phía tây là doi đất Cần Thạnh (Cần Giờ) với mũi Đồng Tranh, ôm lấy vịnh ở ba mặt. Mặt thông ra biển là cửa Cần Giờ, tức cửa biển chính lên Cảng Sài Gòn.
Theo Đại Nam nhất thống chí của Trịnh Hoài Đức thì hai ngọn núi Lớn và núi Nhỏ Vũng Tàu còn có tên là núi Gành Rái vì loài rái cá hay tụ tập ở đó. Vịnh Gành Rái có lẽ cũng lấy tên từ đó vì nằm lui vào phía trong cửa biển khi đã đi qua hai ngọn núi đó từ ngoài khơi ngược dòng nước lên Gia Định.
Đáy vụng tương đối nông nên tàu lớn không dễ ra vào được. Để cho thương thuyền lớn lên được Sài Gòn trên luồng hàng hải Sài Gòn - Vũng Tàu, lòng vũng được nạo vét để giữ tầm sâu 8,5 mét trở lên. Luồng hàng hải qua vịnh Gành Rái rộng 400 mét, có cắm phao để thuyền bè nhận diện khi lưu thông.
Ngoài địa vị quan trọng thủy vận, vịnh Gành Rái cũng là ngư trường lớn với nhiều trại nuôi thủy sản như tôm, cá, và các loài hai mảnh như nghêu và hàu. Khu rừng ngập mặn là khu dự trữ sinh quyển nuôi dưỡng các loài tôm cá khi còn non. Dân ven vịnh còn dùng địa thế thiên nhiên của vịnh để làm ruộng muối. Dân đánh cá thường dùng thúng chai.